# Ceylonosticta tropica
Ceylonosticta tropica is een libellensoort uit de familie van de Platystictidae, onderorde juffers (Zygoptera). Oude namen voor dezelfde soort zijn Platysticta tropica en Drepanosticta tropica.
De wetenschappelijke naam van de soort is voor het eerst geldig gepubliceerd in 1860 als Platysticta tropica door Hagen in Selys.